# Arévalo de la Sierra
Arévalo de la Sierra település Spanyolországban, Soria tartományban. Arévalo de la Sierra Almarza, Vizmanos, Las Aldehuelas, Oncala, Estepa de San Juan és Ausejo de la Sierra községekkel határos. Lakosainak száma 70 fő (2024).

## Népesség
A település népessége az elmúlt években az alábbi módon változott:
| Lakosok száma | 96   | 94   | 81   | 81   | 89   | 74   | 76   | 78   | 72   | 70   |
|               | 2001 | 2004 | 2007 | 2009 | 2012 | 2014 | 2017 | 2019 | 2022 | 2024 |